# Rafael Santana
Rafael Santana Fontes (Santa Cruz de Tenerife, 1º dicembre 1944) è un allenatore di calcio ed ex calciatore spagnolo naturalizzato venezuelano, di ruolo attaccante.

## Carriera
Con la Nazionale venezuelana, da giocatore, ha preso parte alle partite di qualificazione per i Mondiali 1966 e 1970, al Campeonato Sudamericano del 1967(il primo campionato continentale nella storia del Venezuela, nel quale segnò la prima rete della sua squadra nella competizione) ed alla Copa America nel 1979.
Ha guidato la stessa nazionale, una volta divenuto allenatore, alla Coppa America del 1987 e a quella del 1995.

## Palmarès

### Allenatore

#### Competizioni nazionali
- Campionato venezuelano: 2

Marítimo de V.: 1987, 1990
- Coppa del Venezuela: 2

Marítimo de V.: 1987, 1989
- Segunda División: 2

Marítimo de V.: 1985
Aragua: 2005